# No Gyeong-seon
No Gyeong-seon (kor. 노 경선; ur. 2 lutego 1964) – południowokoreański zapaśnik w stylu wolnym.  Brązowy medalista olimpijski z Seulu 1988 w kategorii 57 kg. Dwukrotny uczestnik mistrzostw świata, piąty w 1986. Złoty medal na mistrzostwach Azji w 1989 roku. Trzecie miejsce w Pucharze Świata w 1988; czwarty w 1989; piąty w 1991 roku. Mistrz świata juniorów w 1982.